# René Duchez
René Duchez (* 1903; † 1948) war ein französischer Raumausstatter und Mitglied der Résistance im Zweiten Weltkrieg.

## Leben
René Duchez war Mitglied der Caener Ortsgruppe der Organisation Centurie, eines Teiles der Widerstandsgruppe OCM. Die Organisation Centurie agierte in weiten Teilen Frankreichs als Nachrichtendienst. 
Duchez leistete einen wesentlichen Beitrag zur Kartografierung der französischen Nordseeküste im Vorfeld der Landung der Alliierten in der Normandie, indem er aus einem Büro der Organisation Todt in Caen eine Akte mit genauen Bauplänen der Befestigungsanlagen des Atlantikwalls stahl und dem britischen Secret Intelligence Service übergab. Duchez gelangte in die Räume der Organisation, indem er den Zuschlag für einen Tapezierauftrag des örtlichen Todt-Chefs, Bauleiter Schnedderer, erhielt.
René Duchez und seine Frau wurden von der Gestapo entdeckt. Rene konnte einer Hausdurchsuchung entkommen, indem er vorgab, ein unzufriedener Kunde zu sein. Seine Frau wurde festgenommen, verhört und deportiert. Nach dem Ende des Krieges kehrte sie zurück und starb dort 2005. Duchez setzte seine Aktivitäten fort, in dem er unter anderem Widerstandsbewegungen in der Normandie organisierte.